# Seikimatsu Occult Gakuin
Seikimatsu Occult Gakuin (jap. 世紀末オカルト学院, Seikimatsu Okaruto Gakuin, dt. „‚Fin de siècle‘-Okkultismusakademie“), im Untertitel als Occult Academy bezeichnet, ist eine Anime-Fernsehserie aus dem Jahr 2010, die vom Studio A-1 Pictures produziert wurde. Sie ist die dritte Serie nach Senkō no Night Raid, die im Rahmen von Anime no Chikara, einem Zusammenschluss von TV Tokyo und Aniplex, entstand.

## Handlung
Der Vater von Maya Kumashiro (神代 マヤ, Kumashiro Maya) ist vom Okkultem besessen und errichtet die Waldstein Gakuin („Waldstein-Schule“) auf dem Berg Minakami, die jedoch eher unter dem Namen Occult Gakuin (オカルト学院, „okkulte Schule“) bekannt wird. Durch seine Besessenheit vernachlässigt er seine Tochter Maya und es kommt zur Trennung der Familie. Erst einige Jahre nach der Fertigstellung der Schule im Jahr 1999 kehrt Maya dorthin wieder zurück, um der Bestattung ihres Vaters beizuwohnen. Jedoch trifft die häufig schlecht gelaunt wirkende Maya zu spät ein und muss mit, wie es zur Auferstehung der sterblichen Überreste ihres Vaters kommt. So sieht sie sich zunächst einmal gezwungen, Jagd auf den im Körper ihres Vaters steckenden Geist zu machen, den sie schließlich auch zur Strecke bringen kann. Dabei offenbart sie vor ihren neu gefundenen Freunden großes Wissen über okkulte Wesen. Von diesem Ankunftsgruß nicht gerade positiv überrascht, setzt sie es sich zum Ziel, die Schule und alles, was mit ihr in Verbindung steht, zu vernichten.
Noch bevor sie diesen Gedanken aussprechen kann, erscheint vor ihr jedoch Fumiaki Uchida (内田 文明, Uchida Fumiaki, von anderen Charakteren wird sein Vorname immer wieder als Bummei fehlgelesen), der aus dem Jahr 2012 stammt und zurück in das Jahr 1999 geschickt wurde. Seine Mission ist es, den Nostradamus-Schlüssel zu finden. Dieser führte gemäß den Prophezeiungen des Nostradamus am 21. Juli 1999 zur Ankunft des „Großen Schreckenskönig“, was eine Invasion von Außerirdischen aus einer fremden Dimension war, die nahezu die komplette Menschheit vernichteten. Einigen wenigen Widerstandskämpfern war es jedoch gelungen, einen Teil der fremden Technologie zu erbeuten, was es ihnen ermöglicht, Agenten in die Vergangenheit zu schicken. So ist es Fumiakis Mission nach dem Schlüssel zu suchen. Dabei trägt er das Pseudonym Minoru Abe (Nummer 6), da vor ihm bereits fünf weitere Agenten scheiterten und auf dem Schulgelände umkamen. Seine einzige Unterstützung dabei ist ein Handy mit dessen Kamera er alle möglichen Dinge aufnehmen kann. Angezeigt wird jedoch das Aussehen des Gegenstands im Jahr 2012, sodass nur der Nostradamus-Schlüssel unversehrt darauf erscheinen sollte.
Zur Tarnung gibt er sich an der Schule als Lehrer für japanische Geschichte aus und muss sich dazu zunächst Maya vorstellen, die entsprechend dem letzten Willen ihres Vaters zur Schulleiterin wurde. Maya ist von seiner Anwesenheit alles andere als angetan, denn schließlich ist er im Jahr 1999 auch als kleiner Junge bekannt, der durch Löffelverbiegen in Fernsehshows bekannt wurde. Da sie den Okkultismus verabscheut, zeigt sie ihm gegenüber keinerlei Respekt und reagiert überaus aggressiv. So wird er bei falschen Äußerungen regelmäßig von ihr mit Dingen beworfen oder auch zusammengeschlagen, falls er sich nicht entsprechend ihrer Auffassung äußert oder verhält. So entwickelt sich eine sehr zwiespältige Beziehung zwischen den beiden. Allerdings bilden beide ein Zweckbündnis, um den Schlüssel zu vernichten.
Parallel zu der Suche nach dem Schlüssel sieht sich Maya mit der Assistentin ihres Vaters, Chihiro Kawashima (川島 千尋, Kawashima Chihiro), konfrontiert. Chihiro zieht im Hintergrund die Fäden und will selbst Leiterin der Schule werden. Dabei schreckt sie nicht davor zurück, Maya auf möglichst unauffällige Art beseitigen zu lassen. Ansonsten überaus streng und mit unästhetischer Frisur findet sie jedoch Gefallen an Fumiaki, als der sie aufgrund einer Notlüge für ihre Frisur lobte. Seitdem hat sie ihm gegenüber diverse übertriebene Liebesphantasien, sodass Fumiaki sich stets gezwungen sieht, zu ihr auf Distanz zu bleiben. Fumiaki lernt unterdessen die junge Dorfbewohnerin Mikaze Nakagawa (中川 美風, Nakagawa Mikaze) kennen, die er in einem kleinen städtischen Lokal als Bedienung ins Auge fasst. Daraus entwickelt sich eine Romanze und Mikaze bietet ihm, an die Stadt näher kennenzulernen, indem sie ihn mit ihrem Auto chauffiert. Mikaze hat jedoch alles andere als einen ruhigen Fahrstil und reizt ihren Sportwagen bis zum letzten aus. Dies sorgt bei Fumiaki regelmäßig für Übelkeit und er entwickelt eine Aversion dagegen, bei ihr mitzufahren.

## Entstehung und Veröffentlichungen
Die auf 13 Folgen angesetzte Anime-Fernsehserie Seikimatsu Occult Gakuin entstand im Rahmen von Anime no Chikara, einem Zusammenschluss von TV Tokyo und Aniplex. Diese beiden Unternehmen beauftragten das Animationsstudio A-1 Pictures mit der Produktion der Serie, die unter der Regie von Tomohiko Itō entstand.
Erstmals ausgestrahlt wurde die Serie vom 6. Juli bis 28. September 2010 nachts (und damit am vorherigen Fernsehtag) auf TV Tokyo, sowie mit etwa einer halben Stunde Versatz auf TVQ Kyushu. Einige Tage später begannen ebenfalls die Sender AT-X, TV Aichi, TV Hokkaido, TV Ōsaka und TV Setouchi mit der Ausstrahlung.

### Synchronisation
| Rolle             | japanischer Sprecher (Seiyū) |
| ----------------- | ---------------------------- |
| Maya Kumashiro    | Yōko Hikasa                  |
| Fumiaki Uchida    | Takahiro Mizushima           |
| Ami Kuroki        | Ayahi Takagaki               |
| Smile             | Hiroki Takahashi             |
| Kozue Naruse      | Kana Hanazawa                |
| Mikaze Nakagawa   | Minori Chihara               |
| JK                | Takehito Koyasu              |
| Chihiro Kawashima | Yū Kobayashi                 |